# Real Friends (canción)
«Real Friends» es el primer sencillo promocional de la cantante cubanomexicana Camila Cabello, perteneciente a su álbum debut Camila (2018). Fue escrita por Cabello, William Walsh, Louis Bell, Brian Lee y fue producida por Frank Dukes, fue inicialmente lanzada como sencillo promocional junto a «Never Be the Same» el 7 de diciembre de 2017. «Real Friends» ha sido descrita musicalmente como suave con una guitarra acústica. Líricamente, Cabello reflexiona sobre su vida y pide una amistad sincera. La producción minimalista de la canción tiene elementos de Reggae, música latina y Música tropical. Una versión remezclada de la canción que presenta al músico estadounidense Swae Lee se lanzó el 16 de agosto de 2018. En primer lugar la versión remix fue considerado el tercer sencillo del álbum debut pero fue confirmado posteriormente por Syco que «Consequences» sería el tercer y último sencillo de Camila.
«Real Friends» se inspiró en el entorno industrial de Los Ángeles, lo que molestó a Cabello cuando estaba terminando de grabar Camila allí. Se creía que la canción era sobre la relación de la cantante con su antiguo grupo, Fifth Harmony, cuando fue lanzada; Cabello lo negó, diciendo que no se refería a nadie en particular. La canción fue bien recibida por los crítica de música, quien alabó su suave sonido acústico y la voz de Cabello. La canción debutó entre el top 100 de distintos países, incluidos Canadá, los Países Bajos, Portugal, España, Bélgica e Irlanda. Aunque no debutó en el Billboard Hot 100, debutó en el número seis en la tabla Bubbling Under Hot 100.

## Antecedentes y lanzamiento

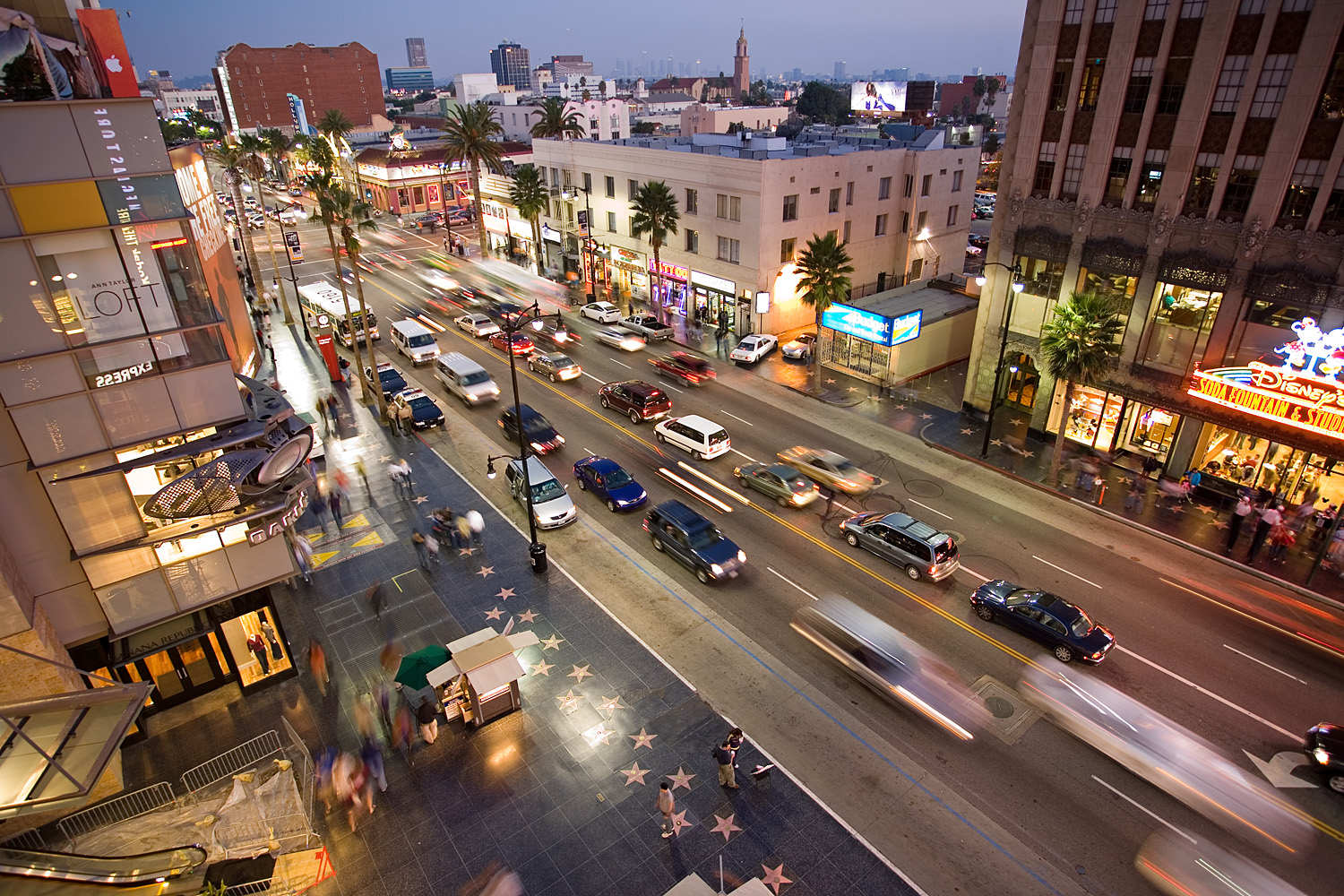
Cabello escribió "Real Friends" en Los Ángeles, reflexionando sobre su vida en la ciudad.

«Real Friends» fue compuesta por Cabello, Frank Dukes, William Walsh, Louis Bell y Brian Lee, mientras que la producción fue manejada por Dukes. Cabello fue motivada para escribir la canción cuando estaba en Los Ángeles, terminando su álbum debut como solista, Camila (2018). Insatisfecha con la ciudad y su entorno industrial, se encontró sola y desilusionada, priorizando el trabajo, sin una vida social.
«Real Friends» fue la última canción creada para el álbum, fue grabada en Electric Feel Recording Studios en West Hollywood por Louis Bell y mezclada en MixStar Studios en Virginia Beach por Serban Ghenea y John Hanes. La canción fue lanzada una semana después de su grabación con «Never Be the Same» el 7 de diciembre de 2017, como una canción de gratificación instantánea para acompañar la pre-reserva digital del álbum Camila.
Una versión remezclada de la canción que presenta al músico estadounidense Swae Lee se lanzó como el tercer sencillo del álbum el 16 de agosto de 2018.
Luego la disquera de la cantante confirmaría que el tercer y último sencillo del disco sería Consequences.

## Composición y letra
La canción es una canción discreta caracterizada por una producción minimalista, con una guitarra acústica como el instrumento principal y una sola palmada como percusión. Los versos se cantan suavemente, con Cabello usando su registro bajo en lugar de su voz soprano. En la letra, reflexiona sobre el hecho de estar rodeada de personas y cosas negativas, al tiempo que pide una amistad sincera. En el estribillo, Cabello canta: "Solo estoy buscando amigos de verdad / Todo lo que hacen es decepcionarme / Cada vez que dejo entrar a alguien / Entonces descubro de qué se trata todo esto". De acuerdo con Mike Nied del sitio web Idolator, la cantante "lamenta su habilidad de encontrar una verdadera compañía acompañada con una guitarra acústica".
Durando tres minutos y 33 segundos, la canción está influenciada por Música tropical, reggae y música latina. Según la partitura publicada por Sony/ATV Music Publishing en Musicnotes.com, "Real Friends" está compuesto en la clave de Do menor y configurado en un tempo moderado de 92 pulsaciones por minuto. La voz de Cabello varía desde un rango B♭3 a un rango C5, y la música tiene una progresión armónica Cm7–Fm7–B♭–E♭/D.

## Formatos y lista de canciones
- Descarga Digital

1. "Real Friends" – 3:34

- Remix con Swae Lee[19]

1. "Real Friends" Remix (con Swae Lee) – 3:44

## Posicionamiento en las listas

### Semanales
| País             | Lista                                   | Mejor posición |
| ---------------- | --------------------------------------- | -------------- |
| Australia        | ARIA                                    | 86             |
| Bélgica Flanders | Ultratip Flanders                       | 20             |
| Bélgica Wallonia | Ultratip Wallonia                       | 34             |
| Canadá           | Billboard Canadian Hot 100              | 60             |
| Dinamarca        | Tracklisten                             | 32             |
| Escocia          | Scottish Singles                        | 88             |
| Eslovaquia       | Singles Digitál Top 100                 | 58             |
| Estados Unidos   | Bubbling Under Hot 100 Singles          | 6              |
| España           | PROMUSICAE                              | 83             |
| Francia          | SNEP                                    | 137            |
| Hungría          | Stream Top 40                           | 27             |
| Irlanda          | IRMA                                    | 39             |
| Malasia          | RIM                                     | 15             |
| Nueva Zelanda    | Heatseekers Singles (RMNZ)              | 3              |
| Países Bajos     | Single Top 100                          | 64             |
| Portugal         | AFP                                     | 32             |
| República Checa  | Singles Digitál Top 100                 | 59             |
| Suecia           | Heatseekers Singles (Sverigetopplistan) | 1              |

Remix
| País          | Lista (2018)       | Mejor posición |
| ------------- | ------------------ | -------------- |
| Irlanda       | IRMA               | 99             |
| Nueva Zelanda | Hot Singles (RMNZ) | 12             |

## Certificaciones
| País      | Organismo certificador | Certificación | Ventas certificadas | Ref.   |
| --------- | ---------------------- | ------------- | ------------------- | ------ |
| Australia | ARIA                   | Oro           | 35,000              | [ 40 ] |
| Canadá    | MC                     | Oro           | 40,000              | [ 41 ] |
| México    | AMPROFON               | Oro           | 30,000              | [ 42 ] |

## Historial de lanzamiento
| Región               | Fecha                  | Formato                     | Versión  | Discográfica | Ref.   |
| -------------------- | ---------------------- | --------------------------- | -------- | ------------ | ------ |
|                      | 7 de diciembre de 2017 | Descarga digital, streaming | Original | Epic Records | [ 43 ] |
| 16 de agosto de 2018 | Remix                  | Descarga digital, streaming | [ 19 ]   | Epic Records |        |